# Orthogonia obscurata
Orthogonia obscurata là một loài bướm đêm trong họ Noctuidae.